# プラレスラーVAN
『プラレスラーVAN』（プラレスラーバン）は、原作：牛次郎、作画：神矢みのる、デザイン協力：神宮司訓之による日本の漫画作品。『チャンピオンRED』（秋田書店）にて2003年4月号から2005年1月号まで連載された。全22話。単行本は全4巻。
『プラレス3四郎』の続編であり、物語後半では同作品のキャラクター達が登場している。

## あらすじ
『プラレス3四郎』から20年以上後の時代。主人公・VANこと伴雄二は、自作プラレスラーの明王丸とともにプラレスの頂点を目指し、数々の強敵に挑んでいく。だがその影では謎の組織、青いサソリ（ブルー・スコーピオン）の陰謀が蠢いていた。

## 登場人物
伴 雄二（ばん ゆうじ）
主人公。通称、VAN（バン）。プラレスを心から愛する少年で、強い正義感を持つ。明王丸のオーナー。プラレスラーとしては有望株だが何分に駆け出しで年若いため、3四郎たちの存在を知らず初対面で「誰？」呼ばわりをしたため、少し上の3四郎たちを知る世代である神野たちから存分に叱られる事もある。
E・J（イー・ジェイ）
第10回プラレス・トーナメント大会東日本地区決勝大会の神奈川地区代表で、カン・ノウンのオーナー。物語冒頭の大会第1試合でVANと対決した。
神野 道郎（かみの みちろう）
年配女性たちにカリスマ的な人気のある軍事アナリスト。自らが収集した世界中の軍事技術の証明のため、自作プラレスラーのゴッド・パワーとともに大会に出場する。
マイケル小川（マイケルおがわ）
マッハ・ハヤテのオーナー。第20回プラレス日本リーグ東京地区予選大会の優勝候補として、VANの前に大きく立ちはだかる。

## プラレスラー
明王丸（みょうおうまる）
VANが作ったプラレスラー。前作『プラレス3四郎』の主役プラレスラーの柔王丸と同様のスピード重視の軽量級だが、細胞状のOS「ファイティング・セル」による優れた反射行動、配線回路の代わりに体内に高伝導体のゲルを満たした「オーガニック・ゲル・システム」による驚異的な反応速度など、多数の新機能が秘められている。
カン・ノウン
E・Jのプラレスラー。空を飛ぶ6本腕で敵を地獄に叩き落とす、通称・地獄の千手観音。
ゴッド・パワー
神野道郎のプラレスラー。神野が収集した軍事技術の粋が組み込まれており、気化爆弾を応用した衝撃波攻撃「ファイナル・クライシス」など、反則スレスレの強力な装備を持つ。
マッハ・ハヤテ
マイケル小川のプラレスラー。強力な破壊力で対戦相手をことごとく一撃で粉砕する、百戦百殺のストリート・ファイター。
プロト-07（プロトセブン）
プラレス技術の軍事利用を企む組織・青いサソリ（ブルー・スコーピオン）のUGV（無人地上機）。明王丸の敵として登場するが、敗北して組織に廃棄されたところをVANたちに救われ、その恩義から彼らに協力する。
プロト-11（プロトイレブン）
青いサソリが開発した、アメリカのオブジェクティブフォースUGV部隊のURBOT（兵士携帯ロボットシステム）。パワーアップ用の様々なオプションパーツを持ち、物量・装備とも民間用プラレスラーをはるかに上回る。

## 書誌情報
1. ISBN 4-253-23121-7
2. ISBN 4-253-23122-5
3. ISBN 4-253-23123-3
4. ISBN 4-253-23124-1